# Ladislav Zelenka

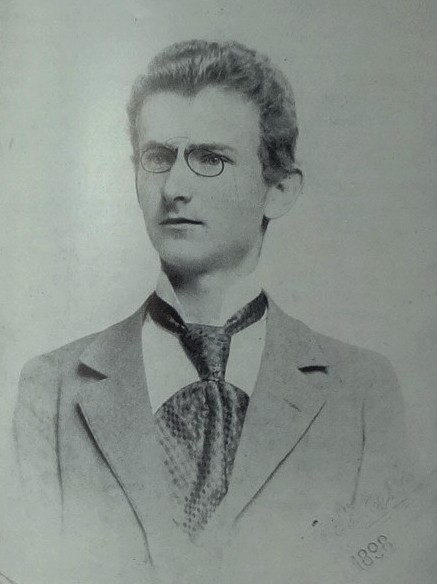
Zelenka

Ladislav Zelenka (* 11. März 1881 in Modřany; † 2. Juli 1957 in Prag) war ein tschechischer Cellist.
Zelenka hatte als Kind Unterricht bei Jan Ondříček, dem Vater des Violinvirtuosen František Ondříček. Später studierte er am Prager Konservatorium Cello bei Hanuš Wihan. Nach dem Besuch der Meisterklasse von Hugo Becker in Frankfurt ging er 1904 als Musikprofessor nach Odessa. Hier wurde er (neben Jaroslav Kocian) Mitglied des Ševčíková-Streichquartetts.

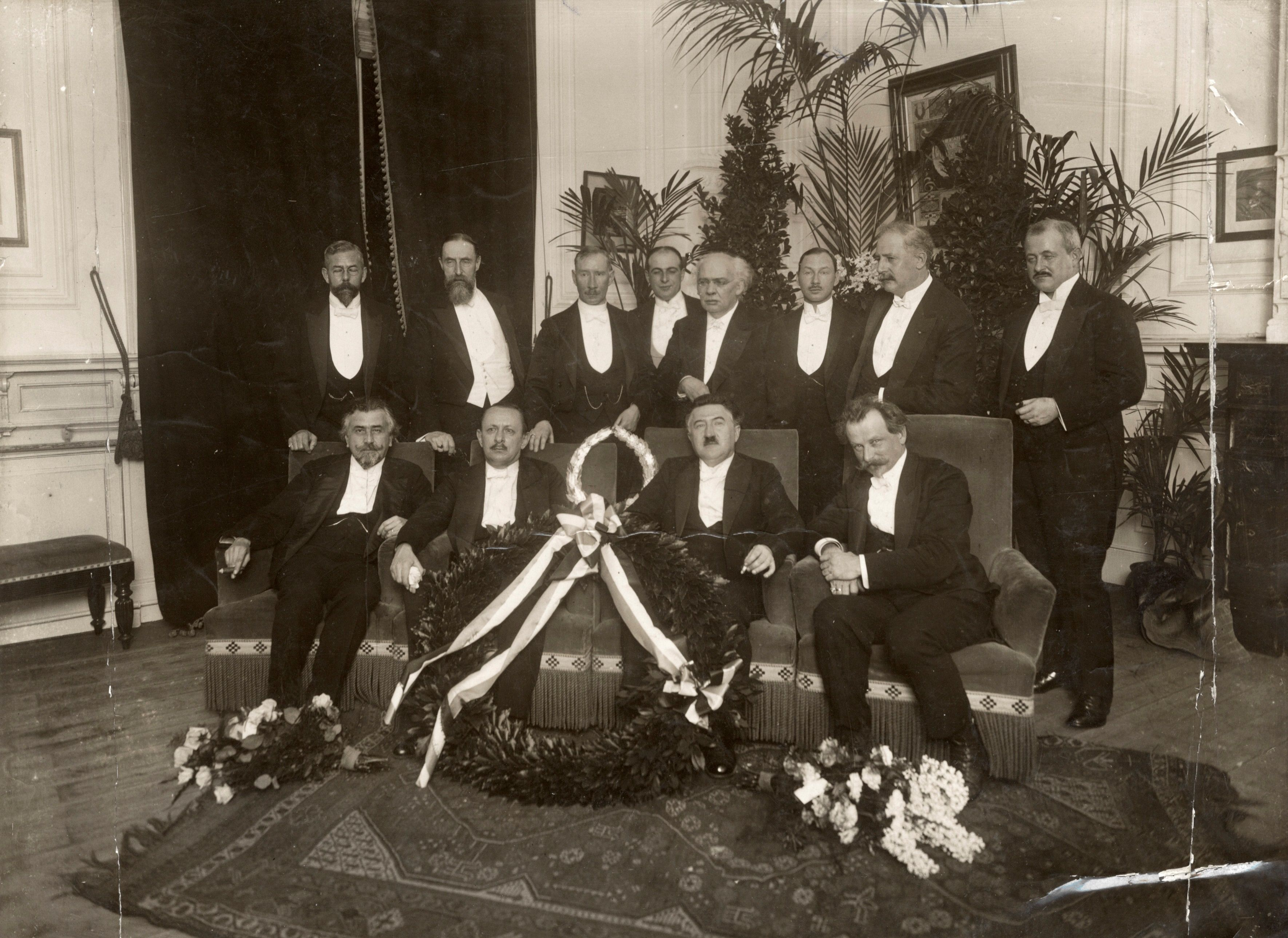
Zelenka (rechts) (1920)

1911 kehrte Zelenka in seine Heimat zurück. Hier widmete er sich neben der Kammermusik vor allem der Lehrtätigkeit. Bis 1914 war er Mitglied des Ševčík-Lhatsky-Quartetts. 1922 wurde er Professor für Kammermusik und 1928 für Cello am Prager Konservatorium. 1936 wurde er Direktor der Prager Meisterschule und nach dem Zweiten Weltkrieg Direktor der Prager Musikakademie. Zu seinen Schülern zählten  Ludmilla Ymeri und Saša Večtomov. Von 1936 bis 1945 war Zelenka Mitglied des neu gegründeten Česke Trio (mit Jan Heřman und Stanislav Novák).